# Vuelo 61 de All Nippon Airways
El 23 de julio de 1999, un Boeing 747-481D de All Nippon Airways con 503 pasajeros, incluyendo catorce niños; y catorce tripulantes a bordo, despegó del Aeropuerto Internacional de Tokio (aeropuerto Haneda) en Ota, Tokio, Japón y se encontraba en ruta al Nuevo Aeropuerto de Chitose en Chitose, Japón, cerca de Sapporo cuando fue secuestrado por Yuji Nishizawa (西沢裕司 Nishizawa Yūji). 

## Incidente
Unos veinticinco minutos después del despegue, Nishizawa utilizó un cuchillo de cocina de veinte centímetros para forzar a los tripulantes de cabina de pasajeros a que le diesen acceso a la cabina. Obligó entonces al copiloto de 34 Kazuyuki Koga (古賀 和幸 'Koga Kazuyuki'?) a abandonar la cabina, permaneciendo en cabina con el capitán Naoyuki Nagashima (長島 直之 'Nagashima Naoyuki'?), quien se las ingenió para notificar a los ATC de la situación de secuestro. Nishizawa acuchilló a Nagashima en el pecho y tomó el control de la aeronave, haciéndola  descender hasta una altitud de trescientos metros. 
A las 12:09 P. m., la tripulación logró reducir a Nishizawa, y el copiloto Koga regresó a los mandos, diciendo a los controladores aéreos, "Esto es una emergencia. El capitán ha sido golpeado. Preparen una ambulancia." el avión efectuó un aterrizaje de emergencia en el aeropuerto Haneda a las 12:14 P. m. y Nishizawa fue arrestado inmediatamente. Un médico confirmó la muerte de Nagashima, en Yokohama, poco después del aterrizaje del avión. Nishizawa fue acusado de asesinato.

## Consecuencias
Nishizawa, nacido el 8 de septiembre de 1970 en Tokio era un hombre desempleado de veintiocho años de la zona de Edogawa en Tokio.  Durante la investigación, se dio a conocer que Nishizawa había consumido una gran dosis de medicamentos ISRS, así como antidepresivos, expresando su voluntad de secuestrar el avión porque quería volar por debajo del puente Rainbow de Tokio. El 23 de marzo de 2005, fue declarado culpable pero mentalmente discapacitado, con lo que se le declaró solo parcialmente responsable de sus acciones. El juez Hisaharu Yasui condenó a Nishizawa a cadena perpetua en 2005.
La familia de Nagashima culpó a All Nippon Airways, el estado japonés y la familia de Nishizawa, por la muerte de Nagashima, alegando que la pobre seguridad del aeropuerto y a bordo del avión condujo al incidente.